# Helianthemum salicifolium
Helianthemum salicifolium är en solvändeväxtart som först beskrevs av Carl von Linné, och fick sitt nu gällande namn av Philip Miller. Helianthemum salicifolium ingår i släktet solvändor, och familjen solvändeväxter.

## Underarter
Arten delas in i följande underarter:
- H. s. glabrum
- H. s. securitium